# Menemerus hunteri
Menemerus hunteri är en spindelart som först beskrevs av Jean Victor Audouin 1826.  Menemerus hunteri ingår i släktet Menemerus och familjen hoppspindlar. Inga underarter finns listade i Catalogue of Life.